# 諏訪神社 (文京区)
諏訪神社（すわじんじゃ）は、東京都文京区の神社。地名を冠して小石川諏訪神社（こいしかわすわじんじゃ）とも称される。

## 歴史
1390年（明徳元年）に創建されたといわれている。近くの北野神社の別当をつとめていた梅本坊乗観が、出身地の信濃国諏訪郡の諏訪大社より分霊を勧請して創建された。そういう経緯もあり、現在も北野神社の兼務社となっている。

## 摂末社
- 稲荷神社（祭神：倉稲魂命）

## 交通アクセス
- 後楽園駅1番出口より徒歩7分（経路案内）。